# Scottolana geei
Scottolana geei is een eenoogkreeftjessoort uit de familie van de Canuellidae. De wetenschappelijke naam van de soort is voor het eerst geldig gepubliceerd in 2004 door Mu & Huys.